# Krakornica
Krakornica (makedonsky: Кракорница, albánsky: Krakarnicë) je vesnice v opštině Mavrovo a Rostuša v Severní Makedonii. Nachází se v Položském regionu. 

## Demografie
Podle statistiky Vasila Kančova z roku 1900 obývalo vesnici 180 pravoslavných a 180 muslimských Albánců. V roce 1905 bylo ve statistice Dimitara Miševa Brancoff uvedeno, že ve vesnici žilo 210 Albánců a byla zde bulharská škola. Během První balkánské války (1912-13) a po jejím skončením se muslimští Albánci z vesnice postupně vystěhovali. Podle sčítání lidu z roku 2002 žilo ve vesnice pouze 15 obyvatel a všichni jsou Makedonci. Podle dat z roku 2021 pak v obci žije pouhý jeden obyvatel.